# 1281 Джоан
1281 Джоан (1281 Jeanne) — астероїд головного поясу, відкритий 25 серпня 1933 року.
Тіссеранів параметр щодо Юпітера — 3,394.